# Élodie et le Maître des rêves
Élodie et le Maître des rêves est un roman de littérature jeunesse de Serge Brussolo publié en 2007. Il était censé être le premier tome d'une série, mais il n'y a jamais eu de second tome.

## Résumé
Élodie est une adolescente un peu décalée de la réalité. Un jour, elle prend un bain, alors que ses parents le lui interdisent pendant qu’ils sont absents. Elle se retrouve alors dans le Pays des Songes, où tout peut exister, le meilleur comme le pire. Un lapin, Tinki-Pinki, l’accueille dans ce qui est, selon lui, son royaume … Car, d’après l’animal, Élodie ne serait autre que la princesse sans mémoire qui a été bannie de son pays par son propre oncle ! Ils vont alors commencer une quête pour retrouver les souvenirs perdus d’Élodie et le trône du Pays des Songes...

## Publication
- La Princesse sans mémoire (27 octobre 2007)

Une version audio MP3 gratuite de ce roman est disponible à l'adresse suivante.